# Nippononethes kuramotoi
Nippononethes kuramotoi là một loài chân đều trong họ Trichoniscidae. Loài này được Nunomura miêu tả khoa học năm 1983.